# Akiba Girls
Akiba Girls (tiếng Nhật: アキバ系彼女 Akiba Kei Kanojo) là một tiểu thuyết hình ảnh được phát triển bởi công ty game Nhật Bản G.J? Nó đã được chuyển thể thành một loạt phim hoạt hình video gốc hentai gồm 3 tập do Milky sản xuất. Nó được cấp phép bởi cả Hustler Video và JapanAnime ở Hoa Kỳ. TOVA đầu tiên được phát hành trên VHS và DVD đồng thời vào ngày 25 tháng 6 năm 2004. Lần thứ hai được phát hành vào ngày 25 tháng 9 năm 2004. Tập thứ ba được phát hành vào ngày 25 tháng 6 năm 2006.